# كوستوديو بينتو
كوستوديو جواو بينتو (ولد في 9 شباط / فبراير 1942) هو  لاعب كرة القدم برتغالي متقاعد  لاعب وسط.

## روابط خارجية
- كوستوديو بينتو على موقع الاتحاد الدولي (مؤرشف)  (الإنجليزية)
- كوستوديو بينتو على موقع الاتحاد الأوربي (الإنجليزية)
- كوستوديو بينتو على موقع قاعدة بيانات كرة القدم.إي يو (الإنجليزية)
- كوستوديو بينتو على موقع ناشيونال فوتبول تيمز (الإنجليزية)
- كوستوديو بينتو على موقع عالم كرة القدم.نت (الإنجليزية)